# Pet Sounds (canción)
«Pet Sounds» es una pieza instrumental escrita y producida por Brian Wilson y es la antepenúltima canción de Pet Sounds de 1966, luego el disco termina con la canción "Caroline, No". Fue grabada por Brian Wilson y varios músicos de sesión, sin ningún otro miembro de The Beach Boys.
Originalmente la pieza iba a llamarse "Run Run James", Brian pretendió que la canción sea usada para una película de James Bond. Al no lograr eso, fue retitulada como "Pet Sounds", después se convirtió en el título del álbum.
Es la segunda pieza instrumental, junto con "Let's Go Away for Awhile". 

## Grabación
La pieza exótica fue comparada con el trabajo de Les Baxter y Martin Denny por su reverberó, bongos y güiro combinado con el penetrante cuernos y un ritmo latino. Fue grabada con Brian Wilson y varios músicos de sesión, sin otros miembros de los Beach Boys. La hoja de la sesión para la fecha de grabación lleva la anotación: "This is a working title only".
"Pet Sounds" fue grabada el 17 de noviembre de 1965 en los estudios United Western Recorders, con Chuck Britz en la ingeniería de sonido.

Sección mostrando el interior de una cabina Leslie speaker.

El peculiar sonido de la percusión que se escucha en la pieza, fue realizado por el baterista Ritchie Frost, quién a petición de Brian Wilson tocó dos latas de Coca Cola vacías. Durante la postproducción se incluyeron bongos y dos guitarras filtradas con efecto del altavoz Leslie.
"Pet Sounds" nació bajo el título de "Run James Run". Explicó Brian: "Íbamos a tratar de llegar a la gente de James Bond. Pero pensamos que nunca iba a pasar, así que la pusimos en el álbum".

## Créditos
The Beach Boys
- Brian Wilson - piano[7]

Músicos de sesión
- Roy Caton - trompeta
- Jerry Cole - guitarra eléctrica
- Ritchie Frost - Batería, latas de Coca-Cola
- Bill Green - saxofón tenor, percusión
- Jim Horn - saxofón tenor
- Plas Johnson - saxofón tenor, percusión
- Carol Kaye - bajo Fender
- Jay Migliori - saxofón barítono
- Lyle Ritz - contrabajo
- Billy Strange - guitarra eléctrica
- Tommy Tedesco - guitarra